# Melanagromyza crotalariae
Melanagromyza crotalariae este o specie de muște din genul Melanagromyza, familia Agromyzidae, descrisă de Erich Martin Hering în anul 1957. Conform Catalogue of Life specia Melanagromyza crotalariae nu are subspecii cunoscute.